# Championnat du Cameroun de football 1995
Navigation
Saison précédente Saison suivante
La saison 1995 du Championnat du Cameroun de football était la 35e édition de la première division camerounaise, la MTN Elite 1. Les équipes sont regroupées au sein d'une poule unique, où chaque équipe affronte tous les adversaires 2 fois, à domicile et à l'extérieur.
C'est le Racing Club Bafoussam qui termine en tête du championnat cette année. C'est le 4e titre de champion de son histoire. 

## Les 16 clubs participants
| - Cotonsport Garoua - Tonnerre Yaoundé - Canon Yaoundé - Union Douala - Unisport Bafang - Léopards Douala - Stade Bandjoun - Promu de D2 - Fogabe Yaoundé - Promu de D2 | - Panthère du Ndé - Vautours Dschang - Racing Club Bafoussam - Aigle Nkongsamba - Fovu Baham - Prévoyance Yaoundé - Ocean Kribi - PWD Bamenda - Promu de D2 |

## Compétition

### Classement
| Rang | Équipe               | Pts | J  | G  | N  | P  | Bp | Bc | Diff |
| ---- | -------------------- | --- | -- | -- | -- | -- | -- | -- | ---- |
| 1    | Racing Bafoussam     | 52  | 30 | 13 | 13 | 4  | 36 | 21 | +15  |
| 2    | Léopards Douala      | 48  | 30 | 12 | 12 | 6  | 24 | 13 | +11  |
| 3    | Unisport Bafang      | 48  | 30 | 12 | 12 | 4  | 30 | 25 | +5   |
| 4    | Prévoyance Yaoundé   | 43  | 30 | 9  | 16 | 5  | 30 | 21 | +9   |
| 5    | Cotonsport Garoua    | 41  | 30 | 10 | 11 | 9  | 35 | 28 | +7   |
| 6    | PWD Bamenda (P)      | 41  | 30 | 10 | 11 | 9  | 22 | 28 | -6   |
| 7    | Union Douala         | 39  | 30 | 10 | 9  | 11 | 33 | 31 | +2   |
| 8    | Canon Yaoundé (C)    | 39  | 30 | 9  | 12 | 9  | 19 | 23 | -4   |
| 9    | Stade Bandjoun (P)   | 38  | 30 | 8  | 14 | 8  | 26 | 23 | +3   |
| 10   | Panthère du Ndé      | 38  | 30 | 9  | 11 | 10 | 18 | 24 | -6   |
| 11   | Vautour Dschang      | 37  | 30 | 10 | 7  | 13 | 23 | 31 | -8   |
| 12   | Aigle Nkongsamba (T) | 35  | 30 | 9  | 8  | 13 | 28 | 32 | -4   |
| 13   | Fovu Baham           | 34  | 30 | 7  | 13 | 10 | 24 | 25 | -1   |
| 14   | Tonnerre Yaoundé     | 34  | 30 | 7  | 13 | 10 | 28 | 30 | -2   |
| 15   | Ocean Kribi          | 31  | 30 | 6  | 13 | 11 | 20 | 26 | -6   |
| 16   | Fogabe Yaoundé (P)   | 21  | 30 | 5  | 8  | 17 | 24 | 38 | -14  |

|  | Qualifié pour la Coupe des clubs champions africains 1996 |
|  | Qualifié pour la Coupe des coupes 1996                    |
|  | Qualifié pour la Coupe de la CAF 1996                     |
|  | Relégué en deuxième division                              |

- Les clubs de Vautour Dschang et Aigle Nkongsamba sont relégués en deuxième division pour une raison inconnue.

## Bilan de la saison
| Championnat du Cameroun de football 1995 |                                                 |
| Champion                                 | Racing Bafoussam (4e titre)                     |
| Coupes et trophées                       |                                                 |
| Vainqueur de la Coupe du Cameroun 1995   | Canon Yaoundé                                   |
| Qualifications continentales             |                                                 |
| Coupe des clubs champions africains 1996 | Racing Bafoussam                                |
| Coupe des Coupes 1996                    | Canon Yaoundé                                   |
| Coupe de la CAF 1996                     | Unisport Bafang                                 |
| Promotions et relégations                |                                                 |
| Promus en MTN Elite 1                    | Dynamo Douala Kumbo Strikers Olympique Maroua   |
| Relégués en 2e division                  | Vautour Dschang Aigle Nkongsamba Fogabe Yaoundé |